# 妙勧寺
妙勧寺（みょうかんじ）は、福井県越前市今宿町にある日蓮宗の寺院。山号は光明山。旧本山は大本山妙顕寺(四条門流)、莚師法縁(隆源会)。妙顕寺四箇聖跡の一つで、龍華別院と称する。

## 歴史
永仁2年（1294年）日像菩薩が上洛の途次、北紺屋小兵衛の要請を受けて疫病で苦しむ今宿村の村民に祈祷を行い全快、全村をあげて真言宗から日蓮宗に改宗したという。その後、妙文（日像の弟子）が堂宇を建立し現在の寺号を公称した。永正3年（1506年）越前守護職の朝倉貞景が寺領として10石を寄進した。天文14年（1545年）朝倉孝景の頃には殺生禁断の制札を立てられる程の興隆を見せる。慶長3年（1598年）豊臣秀吉は境内地900坪を寺領と定めた。正徳2年（1712年）日閑（29世）が中興となり境内を拡張し本堂を再建、その後客殿と庫裡が再建され寺観が整った。

## 参考資料
- 日蓮宗寺院大鑑編集委員会『宗祖第七百遠忌記念出版 日蓮宗寺院大鑑』大本山池上本門寺 (1981年)

座標: 北緯35度51分54.3秒 東経136度10分5秒 / 北緯35.865083度 東経136.16806度